# بلاذراوات
البلاذراوات (الاسم العلمي: Anacardioideae) هي أسرة من النباتات تتبع فصيلة البلاذرية من رتبة الصابونيات.

## قبائل
تضم هذه الأسرة النباتية قبيلة وحيدة هي:
- البلاذراوية
  - بلاذر (الاسم العلمي: Anacardium)
  - بوشانانيا (الاسم العلمي: Buchanania)
  - أندروتيوم (الاسم العلمي: Androtium)
  - منجيفيرا (الاسم العلمي: Mangifera)
  - فجيمانرا (الاسم العلمي: Fegimanra)
  - غلوتا (الاسم العلمي: Gluta)
  - سوينتونيا (الاسم العلمي: Swintonia)
  - بوييا (الاسم العلمي: Bouea)